# Jaroszowiec
Jaroszowiec este o arie protejată (sit de importanță comunitară — SCI) din Polonia întinsă pe o suprafață de 583,65 ha, integral pe uscat.

## Localizare
Centrul sitului Jaroszowiec este situat la coordonatele 50°20′38″N 19°36′02″E / 50.344°N 19.6006°E.

## Înființare
Situl Jaroszowiec a fost declarat sit de importanță comunitară în aprilie 2004 pentru a proteja 1 specie de plante și 1 specie de animale.

## Biodiversitate
Situată în ecoregiunea continentală, aria protejată conține 7 habitate naturale: Păduri de fag din Europa Centrală dezvoltate pe sol calcaros cu Cephalanthero-Fagion, Păduri de stejar și carpen Galio-Carpinetum, Păduri pe pante, grohotișuri și ravene de Tilio-Acerion, Pante stâncoase calcaroase cu vegetație casmofită, Peșteri inaccesibile publicului, Păduri de fag Luzulo-Fagetum, Păduri de fag Asperulo-Fagetum.
La baza desemnării sitului se află mai multe specii protejate:
- plante (1): papucul doamnei (Cypripedium calceolus)
- mamifere (1): liliac comun (Myotis myotis)